# Championnat d'Espagne de Formule 4
Le championnat d'Espagne de Formule 4 est un championnat de course automobile utilisant des monoplaces de la catégorie Formule 4. Il est organisé par la Real Federación Española de Automovilismo (RFEDA) depuis 2016, avec le soutien de Koiranen GP jusqu'en 2017.

## Histoire
Gerhard Berger et la Fédération internationale de l'automobile annoncent en 2013 un nouveau plan de refonte de la Formule 4 pour en faire la première étape pour les jeunes pilotes vers la Formule 1. Fin 2014, la RFEDA annonce le lancement du championnat d'Espagne de Formule 4 avec des châssis Mygale. Cependant, faute de participants et de moyens financiers, le championnat est annulé avant la première saison début 2015.
Avec le soutien de Koiranen GP, la RFEDA annonce le lancement du championnat d'Espagne de Formule 4 pour la saison 2016. Le championnat est monotype et utilise un châssis Tatuus F4-T014, équipé d'un moteur Abarth.
La Formule 4 espagnole a notamment accueilli Richard Verschoor, champion en 2016, Marta García, Christian Lundgaard, champion en 2017, Aleksandr Smolyar, ou encore Franco Colapinto, champion en 2019.
En 2025, en concurrence à la Formule 4 émiratie, le championnat lance un championnat hivernal : l'Eurocup-4 Spanish Winter Championship, se déroulant dans le cadre d'un Spanish Winter Championship, regroupant les séries hivernales de l'Eurocup-3 et de la F4 espagnole.

## Palmarès

### Pilotes
| Année | Champion            | Équipe du champion | Champion autre catégorie                           |
| ----- | ------------------- | ------------------ | -------------------------------------------------- |
| 2016  | Richard Verschoor   | MP Motorsport      | Rookie : Richard Verschoor                         |
| 2017  | Christian Lundgaard | MP Motorsport      | Féminin : Marta García                             |
| 2018  | Amaury Cordeel      | MP Motorsport      | Rookie : Amaury Cordeel                            |
| 2019  | Franco Colapinto    | Drivex School      | Rookie : Franco Colapinto Féminin : Belén García   |
| 2020  | Kas Haverkort       | MP Motorsport      | Rookie : Kas Haverkort Féminin : Léna Bühler       |
| 2021  | Dilano van't Hoff   | MP Motorsport      | Rookie : Dilano van't Hoff Féminin : Emely de Heus |
| 2022  | Nikola Tsolov       | Campos Racing      | Rookie : Nikola Tsolov Féminin : Lola Lovinfosse   |
| 2023  | Théophile Naël      | Saintéloc Racing   | Rookie : Enzo Deligny                              |
| 2024  | Mattia Colnaghi     | MP Motorsport      | Rookie : Mattia Colnaghi                           |

### Équipes
| Année | Vainqueur     | Pilotes |
| ----- | ------------- | --- |
| 2016  | MP Motorsport | Richard Verschoor Xavier Lloveras |
| 2017  | MP Motorsport | Christian Lundgaard Bent Viscaal Lukas Dunner Marta García Nazim Azman                                                                                 |
| 2018  | MP Motorsport | Amaury Cordeel Nazim Azman Patrick Schott Isac Blomqvist László Tóth                                                                                   |
| 2019  | Drivex School | Franco Colapinto Artem Lobanenko Rashed Ghanem Ivan Nosov Irina Sidorkova                                                                              |
| 2020  | MP Motorsport | Kas Haverkort Mari Boya Joshua Dufek Thomas ten Brinke Oliver Goethe Enzo Joulié                                                                       |
| 2021  | MP Motorsport | Emely de Heus Rik Koen Gil Molina Santiago Trisini Dilano van't Hoff Georg Kelstrup Manuel Espírito Santo Suleiman Zanfari Miron Pingasov Noah Degnbol |
| 2022  | Campos Racing | Jesse Carrasquedo Jr. Nikola Tsolov Filip Jenić Georg Kelstrup Manuel Espírito Santo Hugh Barter                                                       |
| 2023  | Campos Racing | Jesse Carrasquedo Jr. Matteo De Palo Enzo Deligny Andrés Cárdenas Christian Ho Noah Strømsted                                                          |
| 2024  | MP Motorsport | Griffin Peebles Maciej Gladysz René Lammers Keanu Al Azhari Lucas Fluxá Mattia Colnaghi                                                                |